# Língua macua
A língua macua, ou emacua (makua ou emakhuwa) é a principal língua nativa de Moçambique, sendo falada por cerca de 4 milhões de pessoas do grupo étnico macua, membro do conjunto de povos bantos. O idioma pertence à família linguística nigero-congolesa e possui diversas variações e dialetos.
Os seus falantes encontram-se, maioritariamente, ao norte do Rio Zambeze, nas províncias moçambicanas de Nampula, Cabo Delgado, Niassa, Zambézia e Sofala incluindo sul da Tanzânia.

## Dialetos
Durante os I e II Seminários sobre a Padronização da Ortografia de Línguas Moçambicanas, ocorridos em 1988 e 1999, foram estabelecidos os dialetos mais significativos da língua macua, listados a seguir. Devido à grande quantidade de dialetos e de termos para os identificar, o nome macua foi designado para a língua como um todo e o dialeto emacua foi considerado como a variante central e de referência para os demais.
- Emacua: Falado nas províncias de Nampula (cidade-capital Nampula e arredores), Niassa (distritos Mecanhelas, Cuamba, Maúa, Nipepe, Metarica e parte de Mandimba) e Zambézia (distrito de Pebane)
- Enahara: Falado na província de Nampula (distritos Mossuril, Ilha de Moçambique, Nacala-Porto, Nacala-a-Velha e parte de Memba).
- Esaaka: Falado nas províncias de Nampula (distritos Eráti, Nacarôa e parte de Memba) e Cabo-Delgado (distritos Chiúre e Mecúfi)
- Esankaci: Falado em algumas zonas do distrito de Angoche, província Nampula
- Emarevoni: Falado nas províncias de Nampula (partes dos distritos de Moma e Mogincual) e Zambézia (parte de Pebane)
- Lomué: Falado nas províncias de Nampula (distritos de Malema e parte de Ribaue, Murrupula e Moma) e Zambézia (Gurue, Gilé, Alto Molócue e Ile)
- Emeeto: Falado nas províncias de Cabo-Delgado (distritos de Montepuez, Balama, Namuno, Pemba, Ancuabe, Quissanga e parte de Meluco, Macomia e Mocimboa da Praia) e Niassa (distritos de Marupa e Maúa)

## Quadros Comparativos

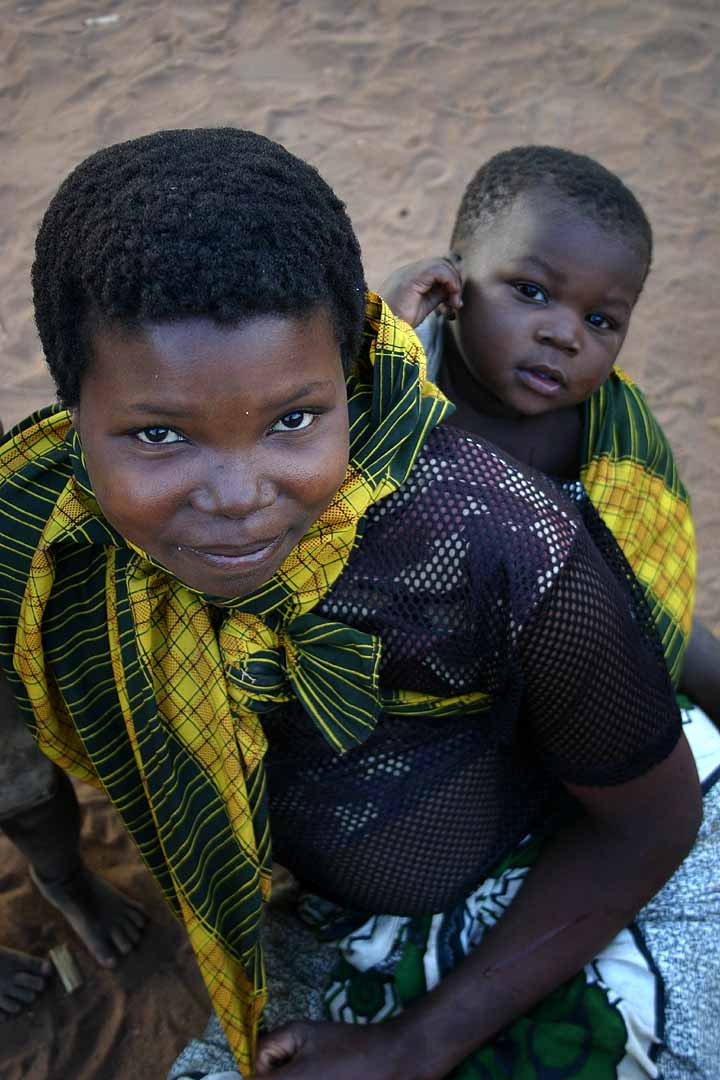
Mãe e filha na província de Nampula, Moçambique

A seguir constam quadros comparativos entre a variante central emacua e os dialetos emacua-imeeto e emacua-enahara, bem como uma comparação entre o macua e o suaíli.
| Emacua    | Emacua-imeeto | Emacua-enahara | Português |
| --------- | ------------- | -------------- | --------- |
| nsuwa     | ncuwa         | nzuwa          | sol       |
| mulopwana | nlopwana      | nlopwana       | homem     |
| nsana     | ncana         | nzana          | ontem     |
| olelo     | ilelo         | elelo          | hoje      |
| melo      | melo          | melo           | amanhã    |
| ekhaani   | mwankani      | yaankhaani     | pequeno   |
| yuulupale | muulupale     | yuulupale      | grande    |

O quadro acima compara respectivamente dois substantivos, três advérbios e dois adjetivos. As variantes são bastante semelhantes entre si, havendo, porém, diferença(s) no início das palavras; por exemplo, nas palavras para "sol" e "ontem", ocorre apenas uma alternância no segundo grafema, sendo usado s em emacua, c em emacua-imeeto e z em emacua-enahara. Além disso, a maioria dos falantes de emacua-enahara afirmam compreender bem o emacua, bem como as duas variantes apresentam poucas diferenças lexicais.
| Emacua     | Suaíli    | Português |
| ---------- | --------- | --------- |
| marupo     | matumbo   | estômago  |
| kalawa     | galawa    | canoa     |
| makura     | mafuta    | óleo      |
| ikuo       | nguo      | tecido    |
| murima     | mtima     | coração   |
| makano     | magano    | acordo    |
| ikoma      | ngoma     | tambor    |
| itepo      | tembo     | elefante  |
| mashindano | masindano | concurso  |

Apesar da proximidade locativa, há poucas palavras semelhantes em macua e suaíli. No entanto, os vocábulos apresentados na tabela auxiliam no entendimento de algumas tendências fonológicas da língua macua refletidas na escrita, como o desvozeamento das consoantes oclusivas:
matumbo  x  marupo
magano  x  makano

## Fonética e Fonologia

### Consoantes
A língua apresenta 26 consoantes, como mostrado na tabela abaixo. É importante ressaltar que o sistema fonológico do macua contém apenas oclusivas desvozeadas - assim, os grafemas b, d e g só ocorrem em empréstimos e são, na maioria das vezes, pronunciados através dos fones desvozeados [p], [t] e [k], respectivamente. O grafema b na palavra “Moçambique”, por exemplo, é maioritariamente pronunciado pelos falantes de macua através do fone [p].
| Modo/Lugar          | Modo/Lugar          | Bilabial | Labio-Detal | Dental | Alveolar | Retroflexa | Palatal | Lábio-Velar | Velar | Glotal |
| ------------------- | ------------------- | -------- | ----------- | ------ | -------- | ---------- | ------- | ----------- | ----- | ------ |
| Oclusiva            | Não Aspirada        | p        |             | t̪      |          | ʈ          | c       |             | k     |        |
| Oclusiva            | Aspirada            | pʰ       |             | t̪ʰ     |          | ʈʰ         |         |             | kʰ    |        |
| Fricativa           | Fricativa           |          | f v         | ð      | s z      |            | ç       |             |       | h      |
| Nasal               | Nasal               | m        |             |        | n        |            | ɲ       |             | ŋ     |        |
| Aproximante Lateral | Aproximante Lateral |          |             |        | l        |            | ʎ       |             |       |        |
| Africada            | Africada            |          |             |        | d͡ʒ       |            |         |             |       |        |
| Vibrante            | Vibrante            |          |             |        | r        |            |         |             |       |        |
| Aproximante         | Aproximante         |          |             |        |          |            | j       | w           |       |        |

- A aspiração das oclusivas é um aspecto contrastivo do macua.[15] Assim, há palavras que se diferenciam apenas pela aspiração de uma consoante oclusiva, como mostrado nos vocábulos a seguir:

-tek- 'construir'  x  -thek- 'descascar'
-lap- 'rezar'  x  laph 'xingamento'
- Em determinados contextos, os fones [ð], [z], [ç] e [c] representados, respectivamente, pelos grafemas dh, z, x e c, constituem variações regionais (alofones) em relação ao fone [s], representado pelo grafema s na variante de referência. A seguir constam exemplos em 4 dialetos para a palavra ‘agradável’.

osiva       Emacua (variante de referência)
ociva       Esaaka
oziva       Enahara
odhiva    Esankaci
- Em lomué, os fonemas ʈ] e ʈʰ] da variante de referência são realizados foneticamente como [tʃ] e [tʃʰ], sendo representados, respectivamente, pelos grafemas c e ch nesta variante:

| Significado | Escrita em emacua | Fone em emacua | Escrita em lomué | Fone em lomué |
| ----------- | ----------------- | -------------- | ---------------- | ------------- |
| remédio     | mirette           | [ʈ]            | mirece           | [tʃ]          |
| cadáver     | murutthu          | [ʈʰ]           | miruchu          | [tʃʰ]         |
| júbilo      | otthapa           | [ʈʰ]           | ochapa           | [tʃʰ]         |

- As semivogais w e y comportam-se na estrutura da sílaba como consoantes.
- Há forte presença da nasalização na língua. Aponta-se que esse fato tem origens no uso do botoque (disco labial) pelas mulheres macuas.[14]

#### Modificação de consoantes
A língua macua detém certas transformações fonéticas, dentre elas:
- Labialização, marcada com w. Exemplo:

athwaala 'esta gente'
- Palatalização, marcada com y. Exemplo:

epyo 'semente'

### Vogais
Pode-se dizer que o macua possui dez vogais, sendo cinco vogais breves e cinco longas, de modo que a duração vocálica é contrastiva - ou seja, há palavras que diferem apenas pela presença de vogal longa ou breve em determinada posição. Quando a vogal é alongada, sua duração é marcada ortograficamente pela duplicação do caractere em questão, como mostrado a seguir:
omala ‘acabar’   x   omaala ‘calar-se’
omela ‘germinar’   x   omeela ‘repartir’
orula ‘despir'   x   oruula ‘fazer emergir’
|             | Anterior | Anterior | Central | Central | Posterior | Posterior |
| Breve       | Longa    | Breve    | Longa   | Breve   | Longa     |           |
| ----------- | -------- | -------- | ------- | ------- | --------- | --------- |
| Fechada     | i        | i:       |         |         | u         | u:        |
| Semifechada | e        | e:       |         |         | o         | o:        |
| Aberta      |          |          | a       | a:      |           |           |

### Tons
A maioria dos dialetos do macua são tonais, apresentando dois tons: alto e baixo. No entanto, esses tons são maioritariamente atrelados a regras, como mostrado em alguns exemplos mais abaixo, referentes ao dialeto Esaaka.
Esse assunto ainda está em debate entre os linguistas, mas se pode dizer que a distinção lexical oriunda da diferença tonal no macua se limita a poucos dados. Ou seja, são raros os casos em que dois vocábulos têm significados diferentes apenas pela diferença tonal, pois a demarcação dos tons é geralmente fixa nas palavras.
- Regra da atribuição de tom alto:

Em verbos no infinitivo, a primeira e terceira sílabas do radical verbal possuem um tom alto subjacente, sendo o tom alto atribuído à terceira sílaba quando o radical possui quatro sílabas ou mais:
olímélíha ‘cultivar’
- Regra da duplicação do tom alto:

Um tom alto subjacente é duplicado em uma sílaba anteriormente neutra que o sucede caso ainda restem outras duas sílabas na palavra:
ohísíkiluma ‘não me morder um pouco’ - sem a regra da duplicação, o tom da sílaba ‘si’ seria neutro.

## Escrita
A língua macua utiliza o sistema de escrita alfabético e o alfabeto latino, servindo-se dos seguintes caracteres:
a, d, e, f, h, i, j, k, l, m, n, o, p, r, s, t, u, v, w, y
| Fones    | p | pʰ | t̪ | t̪ʰ | ʈ  | ʈʰ  | c | k | kʰ | f | v | ð  | s | z | ç | h | m | n | ɲ  | ŋ  | l | ʎ  | d͡ʒ | r | j | w |
| Grafemas | p | ph | t | th | tt | tth | c | k | kh | f | v | dh | s | z | x | h | m | n | ny | ng | l | ly | j  | r | y | w |

| Fones    | a | a: | e | e: | i | i: | o | o: | u | u: |
| Grafemas | a | aa | e | ee | i | ii | o | oo | u | uu |

Há também o uso de outros caracteres em determinadas situações, como abordado na seção de fonética e fonologia: z, c e x podem ocorrer como variações regionais de s, bem como b, g e d podem aparecer em topônimos e antropônimos.
Além disso, muitas vezes o fone [f] pode ser representado tanto pelo grafema f quanto pelo grafema ph, como no exemplo a seguir:
ofola ~ ophola  ‘formar fila’
Quanto à similaridade de pronúncia com o português brasileiro, ocorrem apenas poucas diferenças nos seguintes caracteres:
| Caractere | Pronúncia em emacua | Pronúncia em português    |
| --------- | ------------------- | ------------------------- |
| c         | [c]                 | [k] ou [s]                |
| h         | [h]                 | não corresponde a um fone |
| j         | [d͡ʒ]                | ʒ                         |
| w         | [w]                 | [u] ou [v]                |

## Nome

### Classes Nominais
Uma grande particularidade das línguas Bantu é a grande variedade de classes nominais, definidas por caracterizarem o nome de modo semelhante aos gêneros feminino e masculino no português, por exemplo. Além disso, o chamado sistema de concordância Bantu delimita que os verbos, adjetivos, pronomes e  numerais relacionados aos substantivos também sofram modificações de acordo com a classe nominal em questão.
A fim de indicar a classe nominal de um substantivo, é inserido em seu radical um prefixo específico. Diferentemente de línguas como o português e o espanhol, em que há uma distinção de gênero que se restringe a poucas categorias, a língua macua apresenta uma grande quantidade de classes nominais, cujas fronteiras entre si são mais tênues. Ademais, a flexão de número dos substantivos (formação do plural) também é delimitada por essas classes.
A seguir estão listadas e exemplificadas as principais classes nominais e suas flexões. As marcas entre aspas, como "homem", são usualmente utilizadas para facilitar a compreensão.
- Mu- "homem" e A- "homens"

Estas classes geralmente se referem a seres humanos ou profissões. O prefixo mu- torna-se mw- antes de vogais, enquanto o prefixo a- não se altera.
Mulopwana ‘o homem’     Alopwana ‘os homens’
Mwixuttihi ‘o mestre’        Awixuttihi ‘os mestres’
- Mu- "coqueiro" e Mi- "coqueiros"

Nessas classes encontram-se muitos nomes de árvores. Novamente, o prefixo mu- torna-se mw- antes de vogais, enquanto o prefixo mi- não se altera.
Mukole ‘o coqueiro’     Mikole ‘os coqueiros’
Mwako ‘o monte’         Miako ‘os montes’
- Ni- "zagaia" e Ma- "zagaias"

Seguidos por radicais vocálicos, ni- torna-se ne- e ma- torna-se me-.
Nivaka ‘a zagaia’     Mavaka ‘as zagaias’
Neeku ‘a nuvem’     Meeku ‘as nuvens’
- E- "cabrito" e I- "cabritos"

Estas classes geralmente denotam frutas, animais, coisas úteis ou palavras emprestadas do português.
Epuri ‘o cabrito’     Ipuri ‘os cabritos’
Elívuru ‘o livro’      Ilívuru ‘os livros’
- Va- “perto”

Essa classe locativa remonta à ideia de proximidade locativa ou temporal. O prefixo va- é adicionado ao prefixo do substantivo adicional, bem como é acrescentado o sufixo -ni.
Vamashini ‘na água’     Vanlukuni ‘em cima da rocha'
- O- “para”

Essa classe locativa exprime a ideia de direção ou origem da ação descrita no verbo. O prefixo o- substitui o prefixo original do substantivo.
Omatta ‘à horta’
- Mo- “dentro”

Essa classe locativa é utilizada quando um evento acontece dentro de algum lugar. O prefixo mo- é acrescentado ao prefixo original ou lhe substitui e geralmente o sufixo -ni é adicionado.
Mpaani ‘na/dentro da casa’
- O- em verbos nominalizados

Verbos no infinitivo (também iniciados por o-) podem ser usados como substantivos.
Ohawa 'o sofrer = sofrimento'
- O- em substantivos abstratos

Orilu 'infelicidade'
Observação: Os verbos nominalizados e substantivos abstratos iniciados em O- distinguem-se através da concordância dos termos que os seguem. A concordância dos verbos nominalizados é o- ou w- (antes de vogal), já a concordância dos substantivos abstratos é a-.
Orilu aka 'a minha infelicidade'
Ohawa waka 'o meu sofrimento'

### Pronomes Pessoais
Os pronomes pessoais podem ser utilizados de modo separado, constituindo morfemas livres, ou atrelados ao verbo, constituindo morfemas presos. Os exemplos dos pronomes isolados dados a seguir foram retirados de uma lista de vocabulário.
Quando representam o sujeito de uma ação, os pronomes pessoais são demarcados por prefixos na raiz verbal. Os pronomes pessoais que denotam o objeto são exprimidos através de interfixos.
| Pessoas | Morfemas Livres | Morfemas Livres | Morfemas Presos | Morfemas Presos         | Morfemas Presos | Morfemas Presos             |
| Pessoas | Singular        | Plural          | Singular        | Exemplo                 | Plural          | Exemplo                     |
| ------- | --------------- | --------------- | --------------- | ----------------------- | --------------- | --------------------------- |
| 1ª      | miyo            | hiyo            | ki- (k-)        | kinnithikila ‘eu corto’ | ni- (n-)        | ninnithikila ‘nós cortamos’ |
| 2ª      | nyuwo           | nyuwosa         | o-* (w-)        | onnithikila ‘tu cortas’ | mu- (mw-)       | munnithikila ‘vós cortais’  |
| 3ª      | owo             | awo             | o-* / a- (w-)   | onnithikila ‘ele corta’ | a- (y-)         | annithikila ‘eles cortam’   |

Aponta-se que a distinção entre formas idênticas, como os prefixos o- das 2ª e 3ª pessoas do singular, pode ser tonal.
Os termos entre parênteses representam os morfemas quando precedidos por vogais.
| Pessoas | Singular | Exemplo                  | Plural    | Exemplo                   |
| ------- | -------- | ------------------------ | --------- | ------------------------- |
| 1ª      | -ki-     | onnikikuxa ‘ele me leva’ | -ni-      | onninikuxa ‘ele nos leva’ |
| 2ª      | -o-      | onnokuxa ‘ele te leva’   | -o- + -ni | onnokuxani ‘ele vos leva’ |
| 3ª      | -mu-     | onnimukuxa ‘ele o leva’  | -a-       | onnakuxa ‘ele os leva’    |

O afixo do objeto faz referência apenas a pessoas, assim todas as formas vêm das classes Mu- ou A- “homem(s)”. Além disso, é adicionado o sufixo -ni no verbo quando utilizada a 2ª pessoa do plural, diferenciando-a da 2ª pessoa do singular.

### Relações de posse
O conceito de posse é expresso através de vocábulos inseridos após o termo possuído, com pequenas variações de acordo com a classe nominal do termo em questão. A tabela a seguir lista os pronomes possessivos das classes que remontam a seres vivos ou objetos, capazes portanto de assumir o papel de objeto possuído em uma sentença.
|             | Classes A | Mi- "coqueiros" e I- "cabritos" | Ni- "zagaia" |
| ----------- | --------- | ------------------------------- | ------------ |
| meu/minha   | aka       | saka                            | naka         |
| teu/tua     | awo       | sawo                            | nawo         |
| dele/dela   | awe       | sawe                            | nawe         |
| nosso/nossa | ahu       | sahu                            | nahu         |
| vosso/vossa | anyu      | sanyu                           | nanyu        |
| deles/delas | aya       | saya                            | naya         |

Para facilitar a visualização da tabela, foram agrupadas na primeira coluna (Classes A) as seguintes classes: Mu- "homem", A- "homens", Mu- "coqueiro", Ma- "zagaias" e E- "cabrito".
A seguir é dado um exemplo para classe nominal Mu- “homem”, de modo que a estrutura das relações de posse (possuidor após termo possuído) é a mesma para as demais classes:
mulamu aka 'meu cunhado'.

### Adjetivos
O idioma possui poucos adjetivos, sendo a caracterização de determinado substantivo muitas vezes feita através de orações que denotam a posse de certa característica. De acordo com o sistema de concordância, o adjetivo segue a concordância determinada pelo nome - muitas vezes isso implica o mesmo prefixo do substantivo, havendo exceções.
A seguir são exemplificadas as concordâncias de acordo com a classe nominal, usando como exemplo o adjetivo khaani ‘pequeno’.
| Classe          | Prefixo   | Exemplo                             |
| --------------- | --------- | ----------------------------------- |
| Mu- "homem"     | mu-       | mulopwana mukhaani ‘homem pequeno’  |
| A- "homens"     | a-        | alopwana akhaani ‘homens pequenos’  |
| Mu- "coqueiro"  | mu-       | mukole mukhaani ‘coqueiro pequeno’  |
| Mi- "coqueiros" | i- ou si- | mikole ikhaani ‘coqueiros pequenos’ |
| Ni- "zagaia"    | ni-       | nivaka nikhaani ‘zagaia pequena’    |
| Ma- "zagaias"   | ma-       | mavaka makhaani ‘zagaias pequenas’  |
| E- "cabrito"    | e-        | epuri ekhaani ‘cabrito pequeno’     |
| I- "cabritos"   | i- ou si- | ipuri ikhaani ‘cabritos pequenos’   |

## Verbo
Os verbos em macua são maioritariamente formados por até seis partes:
1. prefixo do sujeito
2. marcação de tempo (também pode ser expresso através de outros afixos)
3. prefixo do objeto
4. raiz do verbo
5. extensões verbais
6. vogal final

O exemplo a seguir ilustra essa divisão:
koomutumihera 'vendi a ele'
| ko | o | mu | tum | ih | er | a |
| 1  | 2 | 3  | 4   | 5  | 5  | 6 |

O conjunto da raiz verbal e extensões verbais constituem a base verbal. A conjugação por pessoa, número e classe nominal é feita através dos prefixos que demarcam o sujeito, bem como os objetos são demarcados através de afixos, como mostrado na seção de nomes e nos exemplos abaixo:
kinnithikila ‘eu corto’
onninikuxa ‘ele nos leva’
Os verbos em macua expressam tempo, aspecto e modo (noções frequentemente denotadas pela siga TAM). As conjugações apresentadas pertencem à variante emacua-enahara e podem ser divididas em básicas (caracterizadas pela alternância entre formas verbais conjuntivas e disjuntivas, explicadas a seguir), não-básicas e complexas (formadas por locuções verbais). Além disso, as formas negativas são demarcadas por afixos superpostos à forma alternativa da conjugação em questão.
- Formas verbais conjuntivas (CJ): necessitam de um complemento (objetos, advérbios, frase preposicional). Exemplo: ninthipa nlitti 'nós cavamos um buraco'
- Formas verbais disjuntivas (DJ): não necessitam de complementos. Exemplo: ninaathipa 'nós estamos cavando'

### Conjugações básicas afirmativas

#### Presente
Expressa eventos que estão acontecendo ou acontecerão em um futuro próximo.
CJ - nasal homorgânica como prefixo: etsiitsi envava ntsulu 'a coruja está voando lá em cima'
DJ - afixo -naa- antes da base verbal: kinaavenula 'eu vou abrir em um momento'

#### PresentePerfectivo
Descreve uma ação pontual completa em um passado recente.
CJ - sufixo perfectivo -ale: ophwanyale enuwi 'ele encontrou abelhas'
DJ - afixo -(h)o- e sufixo simples -a: amutsi ahoowa 'sua família veio'
Observação: o -h- é utilizado quando a base verbal é iniciada por uma vogal

#### PassadoImperfectivo
Descreve eventos de duração mais longa (em contraste a ações pontuais) no passado.
CJ - afixo -aa- antes da base verbal: enuw’ iile yaavira wanthalini vaavale 'a abelha passou bem perto da árvore'
DJ - afixo -anaa- antes da base verbal: waanaakhuruwa 'estava descendo'

#### Passado Perfectivo
Descreve eventos completos no passado, geralmente sucessivos.
CJ - prefixo a- e sufixo -ale: aavarale ni menno 'ele o tinha pego com seus dentes'
DJ - prefixo aahi e sufixo neutro -a: mwalapwa oninthola naphulu maana aahimweha 'o cachorro procura o sapo porque ele tinha o visto'

### Conjugações básicas negativas
A negação nas conjugações não básicas é expressa através do afixo -hi- antes da base verbal nas formas CJ e através do prefixo kha- nas formas DJ. A seguir são dados exemplos para as formas verbais negativas do presente perfectivo.
CJ - ohithumale esheeni? 'o que você não comprou?'
DJ - khamphwanyale 'ele não o encontrou'

### Conjugações não-básicas afirmativas

#### Infinitivo
Demarcado pelo prefixo o-, podendo conter um marcador de objeto. Exemplos:
otthuka 'fechar'     ontthuka 'amarrá-lo(a)'

#### Imperativo
Denotando comandos e ordens, se dá pelo uso da forma simples do verbo, sem modificações. Em diversos contextos, é considerado desrespeitoso. Exemplo:
Lavula!  'Fale!'

#### Optativo
Também chamado de subjuntivo, denota vontades e comandos e é frequentemente precedido por uma forma verbal que denota preferência ou obrigação. É marcado pela vogal final -e. Exemplo:
kimpheela mwanamwane arape 'eu quero que a criança tome banho'

#### Optativo Subsecutivo
Expressa desejos de eventos afastados do local da conversa, sendo frequentemente precedido por outra forma optativa. Também pode demarcar comandos. É marcado pelo afixo -a- antes da base verbal e sufixo final -e. Exemplos:
nirowe namumuleke wakisirwa vale 'vamos ir e descansar na ilha'
mwarape! 'tome banho!'

#### Narrativo
Geralmente usado em histórias, relata uma sequência de eventos, sendo marcado pelo prefixo khu-. Exemplo:
koothum’ epilyeeti ya ntteeke khurow’ omalawi 'eu comprei um ticket e fui para Malawi'

#### Situativo
Expressa uma pré-condição lógica ou temporal, sendo caracterizado pelo afixo -a- combinado ao prefixo do sujeito da ação. Exemplo:
kalipeleliya vale ninaaraatsa 'se me esperarem, vamos juntos'

#### Situativo Durativo
Descreve um evento que ocorre simultaneamente a outro. Funciona como um gerúndio e é marcado pelo afixo pré-final -ak-. Exemplo:
ohiipurula apheelak’ ocawa 'ele rastejou, querendo fugir'

#### Situativo Perfectivo
Descreve um evento que ocorreu antes da ação expressa pelo verbo anterior e é caracterizado pelo sufixo final -ale. Exemplo:
orupale acaale 'ele foi dormir depois de ter comido'

#### Presente ou Passado Habitual
Expressa eventos habituais, sendo marcado pelo afixo -nni- antes da base verbal no presente, e pelo afixo -ani- antes da base verbal no passado. Exemplos:
opatsari tsinnitumihiy’ ehopa 'no mercado, o peixe é usualmente vendido'
ekhalai enama tsaanilavuua 'antigamente os animais costumavam falar'

#### Presente ou Passado Perfectivo Persistente
Tanto no presente perfectivo quanto no passado perfectivo, há uma forma extra que exprime as consequências de uma ação no passado. É marcado pelo prefixo extra nuu-. Exemplos:
Passado Perfectivo: woolima? 'você trabalhou na terra?'
Passado Perfectivo Persistente: onuulima? 'você esteve trabalhando na terra?' - existência de um fator indicativo (p. ex. a pessoa está suada)

### Conjugações não-básicas negativas
Nas formas não-básicas infinitivo, imperativo, optativo, narrativo, situativo durativo e situativo perfectivo, a negação é expressa pelo afixo -hi- antes da base verbal, como mostrado nos exemplos a seguir.
uuhirampelela 'não nadar' (infinitivo negativo)
ohinthele nthiyana owootha 'não se case com uma mulher mentirosa' (optativo negativo)

### Conjugações complexas
Dentre as conjugações complexas (combinação de duas formas verbais), há uma que expressa a noção de um futuro não-imediato. É formado pelo verbo -rowa 'ir' na forma do presente CJ adicionado ao verbo em questão no infinitivo. Exemplo:
kinrowa okattha ekuwo 'eu vou lavar roupas'

### Extensões verbais
Posteriormente ao radical do verbo, podem ser inseridas uma ou mais extensões verbais, caracterizadas por modificarem o significado básico do verbo ao qual estão atreladas.
| Nome da extensão | Sufixo | Verbo original     | Verbo expandido                |
| ---------------- | ------ | ------------------ | ------------------------------ |
| passiva          | -iw    | ovara ‘agarrar’    | ovariwa ‘ser agarrado’         |
| causativa        | -ih    | oxuttha ‘aprender’ | oxutthiha ‘ensinar’            |
| recíproca        | -na    | ovara ‘agarrar’    | ovarana ‘agarrar um ao outro’  |
| reversiva        | -ul    | otthuka ‘fechar’   | otthukula ‘abrir’              |
| aplicativa       | -el    | orowa ‘ir’         | orowela ‘buscar’               |
| intensiva        | -sa    | othikila ‘cortar’  | othikilasa ‘cortar em pedaços’ |
| estativa         | -ey    | wona ‘ver’         | woneya ‘ser visível’           |

É comum que formas verbais sejam constituídas por uma combinação de várias extensões, como demonstrado a seguir:
othuma ‘comprar’
otumihiwa ‘ser vendido’    -ih (causativa) + -iw (passiva)

## Vocabulário
A seguir consta uma paráfrase de “O sol e o vento norte”, um conto tradicional dos macuas, em sua versão original em emacua e tradução para o português. Abaixo das sentenças em emacua foram adicionadas as respectivas categorias gramaticais, utilizando as seguintes abreviaturas:
adj - adjetivo                         adv - advérbio                       cj - conjunção
dem - demonstrativo             n - nome                               num - numeral
par - partícula de relação      poss- possessivo                  v - verbo
1) Um dia, o sol e o vento norte encontraram-se. 2) Os dois começaram a discutir entre si quem era o mais forte. 3) Logo veio um homem embrulhado num manto. 4) Os dois concordaram que seria o mais forte quem conseguisse tirar o casaco daquele homem. 5) Primeiro veio o vento norte e soprou com toda força. 6) Mas quanto mais soprou, tanto mais o homem se embrulhou no seu manto. 7) A seguir veio o sol, e começou a brilhar com muita força. 8) Depois de pouco tempo, o homem abriu o manto. 9) Passado mais algum tempo, tirou o manto. 10) Assim, o vento norte teve que admitir que o sol fosse mais forte do que ele.
| 1) | Nihiku | nimosa, | msuwa | ni | epheyo | yahikumanela. |
|    | N      | num     | N     | co | N      | V             |

| 2) | Oowanli | epajerya | ovanyihana, | ti | ani   | arina | ikuvu | sinjene. |
|    | pro     | V        | V           | V  | inter | V     | N     | adj      |

| 3) | Nanaroru | ahiphiya | mulopwana | mmosa | aikhunenle | ni | ekasako. |
|    | adv      | V        | N         | num   | V          | cj | N        |

| 4) | Oowanli | yahiiwanana | wi | yole | iya | awerye | orula | ekasako | ya | mulopwana | ole, | ti | akhale | a  | ikuvu. |
|    | pro     | V           | cj | dem  | dem | V      | V     | N       | pa | N         | dem  | V  | V      | pa | N      |

| 5) | Vopajerya | yarne | epheyo | ni | ikuvu | saya | sothene |
|    | V         | V     | N      | co | N     | pos  | adj     |

| 6) | Masi, | yajwaka | sisale, | mulopwana | aamutepa | wikhumeela | ni | ekasako | awe. |
|    | co    | V       | adv     | N         | V        | V          | co | N       | pos  |

| 7) | Voorajelana, | nsuwa | nipajerya | waarya | ni | ikuvu | sinjene. |
|    | V            | N     | V         | N      | co | N     | adj      |

| 8) | Ovinre | okathi | vakhani, | mulopwana | akithukula | ekasako. |
|    | V      | N      | adv      | N         | V          | N        |

| 9) | Ovinre | okathi | mukinatho, | aarula | ekasako. |
|    | V      | N      | adj        | V      | N        |

| 10) | Siso, | epheyo | yahikupali | wi | nsuwa | ti | nolipa | ovikana | eyo. |
|     | cj    | V      | V          | cj | N     | V  | V      | V       | dem  |